# Margarita Penón

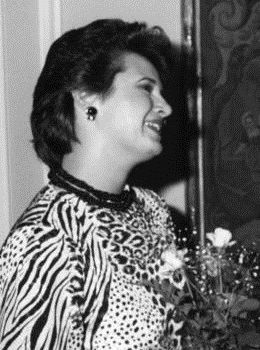
Margarita Penón (1987)

Margarita Penón Góngora (ur. 11 października 1948 w Santa Clara w San Jose) – kostarykańska polityk.
Jej rodzicami byli Eugenio Penón Ferrer i Margarita Góngora Hernández. Jako żona prezydenta Oscara Ariasa Sancheza posiadała tytuł pierwszej damy w latach 1986-1990 i 2006-2010. Wzięła z nim ślub 27 kwietnia 1973. Ich dzieci to  Silvia Eugenia oraz Oscar Felipe. W 1993 była jedną z sześciu osób ubiegających się o możliwość startowania w wyborach prezydenckich z ramienia Partii Wyzwolenia Narodowego (PLN).